# Nagykereki, Hajdú-Bihar
Nagykereki  este un sat în districtul Berettyóújfalu, județul Hajdú-Bihar, Ungaria, având o populație de 1.318 locuitori (2011). 

## Demografie
Componența etnică a satului Nagykereki
     Maghiari (89,82%)
     Romi (5,17%)
     Români (4,75%)
     Germani (0,25%)
Componența confesională a satului Nagykereki
     Reformați (51,14%)
     Fără religie (8,12%)
     Romano-catolici (5,31%)
     Greco-catolici (2,2%)
     Ortodocși (1,37%)
     Necunoscută (31,11%)
     Alte religii (1,75%)
Conform recensământului din 2011, satul Nagykereki avea 1.318 locuitori. Din punct de vedere etnic, majoritatea locuitorilor (89,82%) erau maghiari, existând și minorități de romi (5,17%) și români (4,75%).  Din punct de vedere confesional, majoritatea locuitorilor (51,14%) erau reformați, existând și minorități de persoane fără religie (8,12%), romano-catolici (5,31%), greco-catolici (2,2%) și ortodocși (1,37%). Pentru 31,11% din locuitori nu este cunoscută apartenența confesională.